# Gante-Wevelgem 1967
La Gante-Wevelgem 1967 fue la 29ª edición de la carrera ciclista Gante-Wevelgem y se disputó el 29 de marzo de 1967 sobre una distancia de 242 km.  
El belga Eddy Merckx (Peugeot-BP-Michelin) se impuso en la prueba al imponerse al sprint. El holandés Jan Janssen y el también belga Edward Sels completaron el podio. 

## Clasificación final
| Posición | Ciclista            | Equipo                          | Tiempo    |
| -------- | ------------------- | ------------------------------- | --------- |
| 1        | Eddy Merckx         | Peugeot-BP-Michelin             | 6h 09'00" |
| 2        | Jan Janssen         | Pelforth-Sauvage-Lejeune        | m.t.      |
| 3        | Edward Sels         | Flandria-De Clerck              | m.t.      |
| 4        | Joseph Huysmans     | Dr. Mann-Grundig                | m.t.      |
| 5        | Herman Van Springel | Dr. Mann-Grundig                | m.t.      |
| 6        | Noël Fore           | Goldor-Gerka                    | m.t.      |
| 7        | Willy Planckaert    | Romeo-Smith's                   | m.t.      |
| 8        | Jacques De Boever   | Romeo-Smith's                   | a 4"      |
| 9        | Frans Melckenbeeck  | Groene Leeuw-Pull Over Centrale | m.t.      |
| 10       | Arthur Decabooter   | Groene Leeuw-Pull Over Centrale | m.t.      |